# Os Dez Mandamentos (filme de 2016)
Os Dez Mandamentos é um filme épico brasileiro de 2016, lançado pela Record Filmes em parceria com a Paris Filmes.
O filme é uma adaptação da novela homônima apresentada pela RecordTV em 2015, obtendo cenas inéditas e desdobramentos distintos dos que foram exibidos em seu último capítulo na televisão. A adaptação foi escrita por Vivian de Oliveira e dirigida por Alexandre Avancini, contando com Guilherme Winter, Sérgio Marone, Camila Rodrigues, Petrônio Gontijo, Giselle Itié, Sidney Sampaio, Denise Del Vecchio, Larissa Maciel e Paulo Gorgulho no elenco principal. O filme contou com um grande investimento em efeitos especiais e narra uma das mais conhecidas passagens da Bíblia: a história de Moisés desde o seu nascimento até sua velhice, destacando o encontro com Deus no Monte Sinai, as pragas lançadas sobre o Egito, a sua participação no êxodo dos hebreus, a passagem pelo Mar Vermelho, e a revelação dos dez mandamentos. Portanto, o filme cobre mais de cem anos de história.
Durante a pré-venda, o filme bateu vários recordes. Em duas semanas vendeu mais de 2 milhões de ingressos e bateu também o recorde de salas de cinema ocupadas no Brasil, cerca de 1.000 salas, algo inédito no Brasil. Os Dez Mandamentos se tornou o filme com maior bilheteria do cinema brasileiro com 11,215 milhões de ingressos vendidos, superando Tropa de Elite 2: o Inimigo agora É Outro, que era o recordista até então. Entretanto, diversas fontes da mídia brasileira noticiaram que igrejas adquiriram uma grande quantidade de ingressos que não foram totalmente repassados semanas após o lançamento do filme, que ocorreu em 28 de janeiro de 2016. Portanto, o número de espectadores é uma incógnita.
As resenhas dos críticos especializados foram, em geral, negativas. Entre os vários fatores que geraram desagradamento estão: o cenário, o roteiro, o som e o mau uso de câmeras lentas; a narrativa, o elenco e a edição também foram criticadas. Os principais elogios da crítica foram para os efeitos especiais em cenas de ações.

## Enredo
A adaptação cinematográfica da novela homônima, conta a saga de Moisés guiando o povo hebreu para a terra prometida. O enredo conta com a adaptação de quatro livros da Bíblia que contam essa trajetória: Êxodo, Levítico, Números e Deuteronômio.
Acolhido pela filha do faraó ainda bebê, Moisés cresce como príncipe do Egito, mas volta-se contra sua família adotiva em favor do sofrido povo de Israel, que por ele deverá ser conduzido à libertação. Com sua coragem ele desafiou um rei, mas foi com sua fé em Deus que ele salvou seu povo. As pragas do Egito, a jornada para a Terra Prometida e toda a emoção do maior fenômeno dos últimos anos com cenas inéditas e um final exclusivo para o cinema.
Adaptação cinematográfica baseada na Bíblia e na telenovela Os Dez Mandamentos da Rede Record, um dos maiores fenômenos de audiência dos últimos tempos da televisão brasileira.
Segundo alguns críticos o filme segue mesmo roteiro do filme Os Dez Mandamentos (1956) de Cecil B. DeMille onde a luta se dá entre o povo Hebreu monoteísta contra a repressão do tirano faraó do Egito politeísta.

## Produção

### Antecedentes e contexto
A novela Os Dez Mandamentos é considerada uma teledramaturgia bíblica. Em 2010, a RecordTV lançou o primeiro produto na televisão com essa temática, com a estreia da minissérie de 10 episódios, A História de Ester. Em 2011, estreia a minissérie de 18 episódios, Sansão e Dalila. Em 2012, foi a vez de Rei Davi, minissérie com 30 episódios. No ano de 2013, estreia José do Egito, minissérie em 38 episódios. Em 2014, a série Milagres de Jesus com 18 episódios na primeira temporada, e em 2015 a segunda temporada com 17 episódios. 
O filme é uma adaptação da novela Os Dez Mandamentos, produzida e exibida pela Record de 23 de março a 23 de novembro de 2015, sendo a  primeira novela bíblica produzida a nível mundial e que quebrou recordes de audiências e liderou por várias noites o Ibope no horário nobre. Após os últimos capítulos da primeira temporada em 2015, a emissora anunciou o filme em 19 de novembro de 2015.

### Divulgação
A RecordTV fez uma parceria com a Paris Filmes e divulgou em novembro de 2015, durante o término da exibição de um capítulo da trama e nas redes sociais que a novela de grande audiência Os Dez Mandamentos ganharia uma versão cinematográfica, divulgando a data de lançamento para 28 de janeiro de 2016. O trailer oficial do filme foi lançado na última semana de dezembro, e foi compartilhada pelos fãs nas redes sociais, que ficaram na expectativa para a estreia do filme.

## Elenco
| Ator/Atriz            | Personagem   |
| --------------------- | ------------ |
| Guilherme Winter      | Moisés       |
| Sérgio Marone         | Ramessés     |
| Camila Rodrigues      | Nefertari    |
| Giselle Itié          | Zípora       |
| Petrônio Gontijo      | Aarão        |
| Sidney Sampaio        | Oséias/Josué |
| Larissa Maciel        | Miriã        |
| Denise Del Vecchio    | Joquebede    |
| Paulo Gorgulho        | Anrão        |
| Gabriela Durlo        | Eliseba      |
| Giuseppe Oristânio    | Paser        |
| Vera Zimmermann       | Henutmire    |
| Eduardo Lago          | Disebek      |
| Lisandra Souto        | Amália       |
| Luciano Szafir        | Meketre      |
| Vitor Hugo            | Corá         |
| Rafael Sardão         | Uri          |
| Juliana Didone        | Leila        |
| Felipe Cardoso        | Zelofeade    |
| Rayana Carvalho       | Adira        |
| Marcela Barrozo       | Betânia      |
| Babi Xavier           | Tais         |
| Nanda Ziegler         | Judite       |
| Victor Pecoraro       | Ikeni        |
| Tammy Di Calafiori    | Ana          |
| Thierry Figueira      | Aníbal       |
| Pérola Faria          | Deborah      |
| Licurgo Spinola       | Num          |
| Roberta Santiago      | Karoma       |
| Paulo Reis            | Eldade       |
| Renato Livera         | Simut        |
| Rocco Pitanga         | Jahi         |
| Jorge Pontual         | Menahem      |
| Kiko Pissolato        | Bakenmut     |
| Fernando Sampaio      | Gahiji       |
| Bruno Padilha         | Datã         |
| Sandro Rocha          | Abirão       |
| Bianka Fernandes      | Abigail      |
| Thais Müller          | Jerusa       |
| Carlos Bonow          | Ahmós        |
| Brendha Haddad        | Inês         |
| Bernardo Velasco      | Eleazar      |
| Rodrigo Vidigal       | Calebe       |
| Kátia Moraes          | Bina         |
| Julio Oliveira        | Chibale      |
| Jeniffer Setti        | Safira       |
| Aisha Jambo           | Radina       |
| Marco Antônio Gimenez | Nadabe       |
| Fabio Beltrão         | Aoliabe      |
| Erich Pelitz          | Jairo        |
| José Victor Pires     | Amenhotep    |
| Igor Cosso            | Bezalel      |
| Adriana Garambone     | Yunet        |
| Heitor Martinez       | Apuki        |

### Participações especiais
| Ator/Atriz        | Personagem           |
| ----------------- | -------------------- |
| Samara Felippo    | Joquebede (1.ª fase) |
| Roger Gobeth      | Anrão (1.ª fase)     |
| Mel Lisboa        | Henutmire (1.ª fase) |
| Zé Carlos Machado | Seti I               |
| Angelina Muniz    | Tuya                 |

## Recepção

### Bilheteria

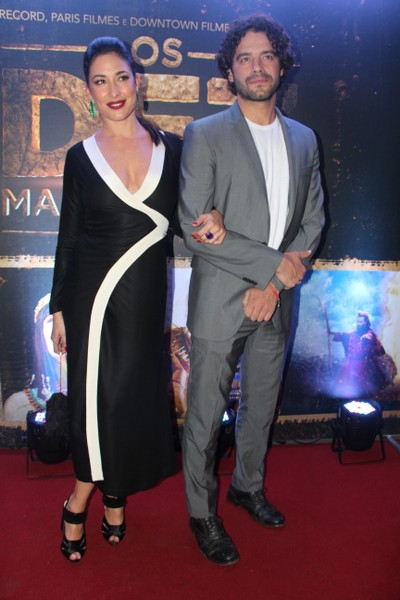
Giselle Itié e Guilherme Winter na pré-estreia do filme.

No dia 1 de janeiro de 2016 a rede de cinema Cinemark disponibilizou a pré-venda dos ingressos  para o filme. Em 7 de janeiro já haviam sido vendidos mais de 401 mil ingressos.
A Igreja Universal do Reino de Deus divulgou o filme e fez solicitações em seus cultos para que seus fiéis comprassem ingressos do filme e doassem para outras pessoas. Em Recife uma única pessoa comprou 22.700 ingressos por R$ 220 mil, segundo o site UOL. O site Universo Online também informou que, apesar dessa estratégia, os jornalistas observaram salas vazias na estreia do filme em São Paulo. Em uma primeira nota no seu site oficial, a IURD negou veementemente as informações e classificou-as como acusações, afirmando ainda que a igreja jamais obrigou ninguém a praticar qualquer ato e criticou duramente o site. Em outra nota a IURD também negou as informações do UOL sobre lugares vagos em sessões esgotadas, afirmando que não eram de pré-venda e sim comercializados de forma avulsa.
Em abril de 2016, cerca de 11,204 milhões de ingressos haviam sido vendidos para Os Dez Mandamentos, fazendo da obra o maior público do cinema nacional de toda a história. Contudo, a Folha de S.Paulo ressalta que a lista da Ancine menciona público e não bilhetes comercializados, ao passo que várias sessões de Os Dez Mandamentos tiveram poltronas vazias mesmo com todos os ingressos vendidos. O Globo acrescentou que bilhetes podiam ser recebidos em cultos da IURD. Após duas semanas, a arrecadação era R$42 milhões, chegando a R$115 milhões em abril.

### Crítica
O filme teve uma má recepção da crítica especializada, que reprovou sua narrativa, interpretações dos atores, edição de cenas e adaptação em duas horas de duração dos 176 capítulos da telenovela de sua origem. Escrevendo para o site especializado em cinema CinePop, Renato Marafon deu ao filme 1 estrela e meia em uma classificação que vai até 5, dando ênfase às "cenas desconexas e a falta de foco nos personagens principais" e ressaltou as "gírias modernas" usadas pelo roteiro em uma produção sobre o Antigo Egito. Renato Hermsdorff, do site AdoroCinema, também deu ao filme uma avaliação de 1 estrela e meia em 5, dando destaque a adaptação da telenovela em um filme, escrevendo que "personagens entram e saem de cena em um ritmo alucinante, sem que o espectador familiarizado com o folhetim tenha instrumentos para poder compreender exatamente o que se passa", e contestou o ponto de vista técnico do filme como "baseada no exagero e, paradoxalmente, pobre [...] Dos cenários ao figurino, tudo lembra um grande desfile de carnaval". O jornal Folha de S.Paulo, em sua versão online escrita por Inácio Araújo, criticou a narrativa, roteiro, elenco e edição do filme, mas elogiou as cenas de ação, "em particular as com efeitos especiais", mas também criticou o uso de câmera lenta nestas. Giovanni Rizzo, do Observatório do Cinema, deu ao filme uma classificação de 1 estrela em 5, dizendo que "a mixagem de som é mal trabalhada e algumas vezes o áudio estoura e é impossível entender o que algum personagem diz". Roberto Sadovski, escrevendo uma resenha em seu blogue no UOL, fez duras críticas ao filme, como a falta de contexto em partes importantes como as relações entre Moisés e o Faraó, e a "pobreza visual e da inadequação de elenco e cenários".

## Edição especial
No dia 24 de março de 2016, foi exibido uma edição especial de Páscoa durante a Semana Santa. O título foi nomeado como ''Os Dez Mandamentos - O Filme: Edição Especial de Páscoa''. O filme teve uma versão estendida com cinco minutos de acréscimo, mostrando as cenas inéditas da segunda temporada da novela e os símbolos sagrados da Páscoa (ou Pessach, que significa ''passar por cima'', em hebraico). Como o sangue que passavam nas ombreiras das portas para evitar a entrada do anjo destruidor, segundo a ordem de Deus descrita na Bíblia e os pães ázimos e as ervas amargas. Para os cristãos, a Páscoa é celebrada a Sexta-feira Santa que é a crucificação de Jesus e o domingo, que é o dia da ressurreição.

## Lançamento em DVD e Blu-ray
Os Dez Mandamentos foi lançado em DVD e Blu-Ray pela Paris Filmes enquanto o filme ainda estava em cartaz nos cinemas, em 12 de abril.

### Aparição do filme na TV aberta
No dia 4 de dezembro do mesmo ano, iniciando a programação especial de fim de ano, foi ao ar na emissora pela primeira vez na TV. A repercussão nas redes sociais foi imediata durante a exibição, repetindo o mesmo sucesso que aconteceu no cinema, e alcançando o pico de 13 pontos, marcando média de 10 pontos, e com share de 18%.